# 峦大秋海棠
峦大秋海棠（学名：Begonia randaiensis）是秋海棠科秋海棠属的植物，为台灣的特有植物。分布于台灣全島海拔400~2200公尺處，多生于丛林下阴湿处，目前已由人工引种栽培。